# Solymár
Solymár (en alemán Schaumar) es un pueblo situado en el condado de Pest, Hungría. Se encuentra al noroeste de Budapest, colindante con los distritos 2º y 3º de la capital y con Nagykovácsi, Pilisszentiván, Pilisvörösvár, Csobánka, Pilisborosjenő y Üröm. Forma parte del área metropolitana de Budapest. Es el pueblo de Hungría (en húngaro: "község") con mayor población, ya que no posee estatus de ciudad. 
La ciudad fue mencionada por primera vez en un documento de Béla IV fechado el 5 de mayo de 1266, bajo el nombre Solomar. 